# Descoberto
Descoberto este un oraș în Minas Gerais (MG), Brazilia.